# Agrat bat Mahlat
Agrat bat Mahlat (אגרת בת מחלת)é um demônio na mitologia judaica.

## Etimologia
Considerando os nomes Mahlat e Agrat como nomes próprios e bat como " filha de" (em hebraico), Agrat bat Mahlat significa "Agrat filha de Mahlat". As vezes Agrat é usada sozinha, ou com variações (Agrath, Igrat, Iggeret). Iggeret significa em hebraico "carta ou missiva" enquanto Agrah significa "recompensa". Mahlat pode ter sido formada da palavra "mahalah" que significa doença.

## Em textos antigos
Na cabala zoarística, ela é a rainha dos demônios e um dos quatro anjos da prostituição, que acasala com o arcanjo Samael. Seus companheiros sucubus são Lilite, Naamah e Eisheth. Na literatura rabínica de Yalkut Hadash, nas vésperas da quarta-feira e do sabbath, ela é o "demônio dançante do telhado" que assombra o ar com a sua carruagem e com o seu trem com dezoito miríades de mensageiros da destruição. Ela dança enquanto Lilith uiva. Ela é também a "Senhora das Bruxas" que comunica segredos mágicos para Amenar, um sábio judeu.
De acordo com a cabala e a Escola de Rashba, Agrat bat Mahlat acasalou com o Rei Davi e deu à luz um Cambion filho Asmodeus, rei dos demônios. A intervenção espiritual de Hanina ben Dosa e do rabino Abaye refreou os seus poderes malevolentos sobre os seres humanos.
Alguns autores como Donald Tyson, referem-se a ela como manifestação de Lilith.